# Anemmalocera flavescentella
Anemmalocera flavescentella är en fjärilsart som beskrevs av Hans Georg Amsel 1961. Anemmalocera flavescentella ingår i släktet Anemmalocera och familjen mott. Inga underarter finns listade i Catalogue of Life.